# Ренегат (телесеріал)
«Ренегат» (англ. Renegade) — американський детективний телесеріал 1992—1997 років (5 сезонів).
Протягом 110 епізодів Лоренцо Ламас зображує колишнього рейнджера, офіцера поліції Рено Рейнса, який на прохання свого товариша, окружного прокурора, працював під прикриттям, але був підставлений продажними поліціантами і змушений переховуватися.
В Україні вперше був показаний телеканалом ICTV.

## Акторський склад
- Лоренцо Ламас — Рено Рейнс / Вінс Блек
- Бренскомб Річмонд — Боббі Сікскіллер («Убивця шістьох»)
- Дон Лафонтен — голос оповідача (з 21-го епізоду)
- Кетлін Кінмонт — Шеєн Філліпс
- Стівен Дж. Кеннелл — маршал Дональд Діксон («Голландець»); також продюсер серіалу
- Мішель Стеффорд — Лорен Джессап